# Віттенберге
Віттенберге (нім. Wittenberge) — місто в Німеччині, розташоване в землі Бранденбург. Входить до складу району Прігніц.

## Географія
Площа — 50,44 км2. Населення становить 16 862 ос. (станом на 31 грудня 2020).

## Структура міста
Віттенберге фактично не має центру міста. Більшість магазинів і закладів розташовані на Банштрассе (нім. Bahnstraße), яка була створена після 1846 року як сполучала місто і залізничний вокзал.  Вулиця називалася Шаусзештрассе (нім. Chausseestraße)до 1933 року. 
Віттенберге включає райони:
, , , ,  und 
1. Бентвіш, (нім. Bentwisch) згадується  в 1345 році як villis Bentewiths, а в 1441 році як der Bentwich .
2. Гарседов (нім. Garsedow) — перша письмова згадка  датується 1305 роком.
3. Гінцдорф (нім. Hinzdorf — згадано в 1454 році як Hinrickstorpp.
4. Лінденберг (нім. Lindenberg). Лінденберг  письмово згадується з 1566 року як Lindberge, а з 1684 року вже як Лінденберг.
5. Лютєнхайде (нім. Lütjenheide) згадується в 1454 році як Lutkeheide.
6. Шадебойстер (нім. Schadebeuster) — перша письмова згадка про це місце була в 1441 році з назвою Schadeboyster, а в 1591 році було знайдено написання Schaffboister.
7. Цвішендайх (нім. Zwischendeich) — вперше згадується у 1375 році.

Крім того, три житлові райони Бергьофе, Германсхоф и Валльхофе (нім. Berghöfe Hermannshof і Wallhöfe) є частиною міської території.
Лютєнхайде, Шадебойстер і Цвішендайх райони Віттенберга з 20 червня 1957 року. 
 Гарседов і Гінцдорф були зареєстровані 20 жовтня 1971 року. 

У 1962 році Лінденберг був включений до складу Віттенберге, а з 1995 року став його районом.

Зрештою Бентвіш приєднався 1 грудня 1997 року.

## Історія
Назва згадується вперше 29 жовтня 1239 року. 
 22 липня 1300 року міський лорд Отто I Ганс підтвердив права Віттенберга як міста.
Значні частини міста стали жертвами руйнівних пожеж у 1686 і 1757 роках і прориву дамби Ельби в 1709 і 1761 роках. 
У 1820 році в порту Віттенберге пришвартувався перший пароплав на пасажирській лінії Берлін-Гамбург. Промисловий бум міста розпочався у 1823 році з будівництва олійного млина.
У 1903 році нью-йоркська компанія Singer Manufacturing Company побудувала тут фабрику швейних машин. Їх виготовляли до 3 травня 1945 року. 
З 15 серпня 1942 р. до 17 лютого 1945 р. біля Віттенберге був створений концтабір, підтабір концентраційного табору Нойенгамме.
У 1950 році місто Віттенберге втратило свою окружну незалежність і знову було віднесено до округу Вестпрігніц.
У 1952 році земля Бранденбург і округ Вестпрігніц були розпущені. З 1952 року і до кінця існування НДР Віттенберге належало до району Перлеберг округу Шверін. Після реформування федеральних земель Східної Німеччини в 1990 році Віттенберг став частиною Бранденбурга. У 1993 році р Перлеберг і Віттенберге стали частиною новоутвореного району Прігніц.

## Демографія
- Динаміка населення з 1875 року в сучасних кордонах (Синя лінія: населення; Пунктир: відносна порівняльна динаміка населення землі Бранденбург; Сірий фон: період Третього рейху; Помаранчевий фон: період НДР)
- Динаміка населення (синя лінія) і прогнози

| Рік  | Населення |
| ---- | --------- |
| 1875 | 8 407     |
| 1890 | 13 294    |
| 1910 | 21 262    |
| 1925 | 26 310    |
| 1939 | 28 496    |
| 1950 | 32 166    |
| 1964 | 33 021    |

| Рік  | Населення |
| ---- | --------- |
| 1971 | 33 704    |
| 1981 | 31 765    |
| 1985 | 30 757    |
| 1990 | 28 378    |
| 1995 | 24 890    |
| 2000 | 22 163    |
| 2005 | 19 767    |

| Рік  | Населення |
| ---- | --------- |
| 2010 | 18 571    |
| 2015 | 17 206    |
| 2016 | 17 318    |
| 2017 | 17 201    |
| 2018 | 17 015    |
| 2019 | 16 925    |
| 2020 | 16 862    |

Джерела даних вказані на Wikimedia Commons.

## Уродженці
- Отто Тельшов (1876—1945) — партійний діяч НСДАП, гауляйтер Люнебург-Штаде і Східного Ганновера, депутат Рейхстагу.

## Галерея

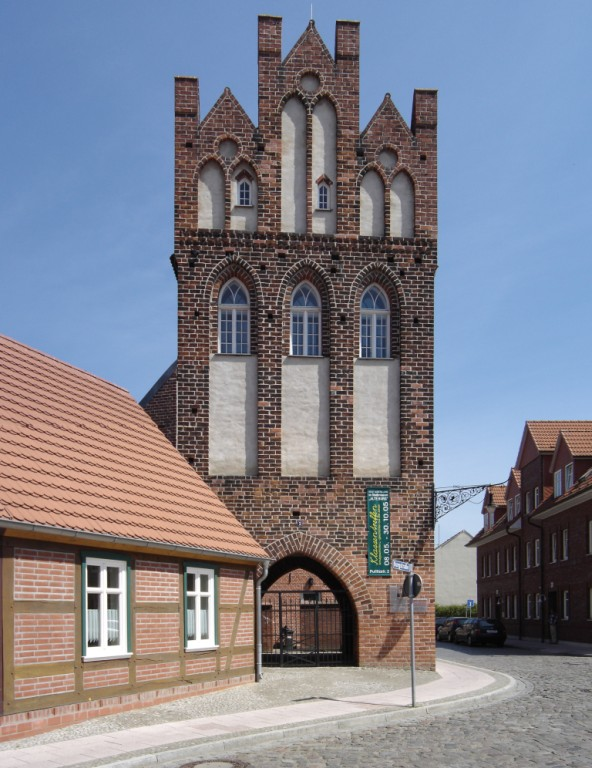
Стейнтор — баштова брама
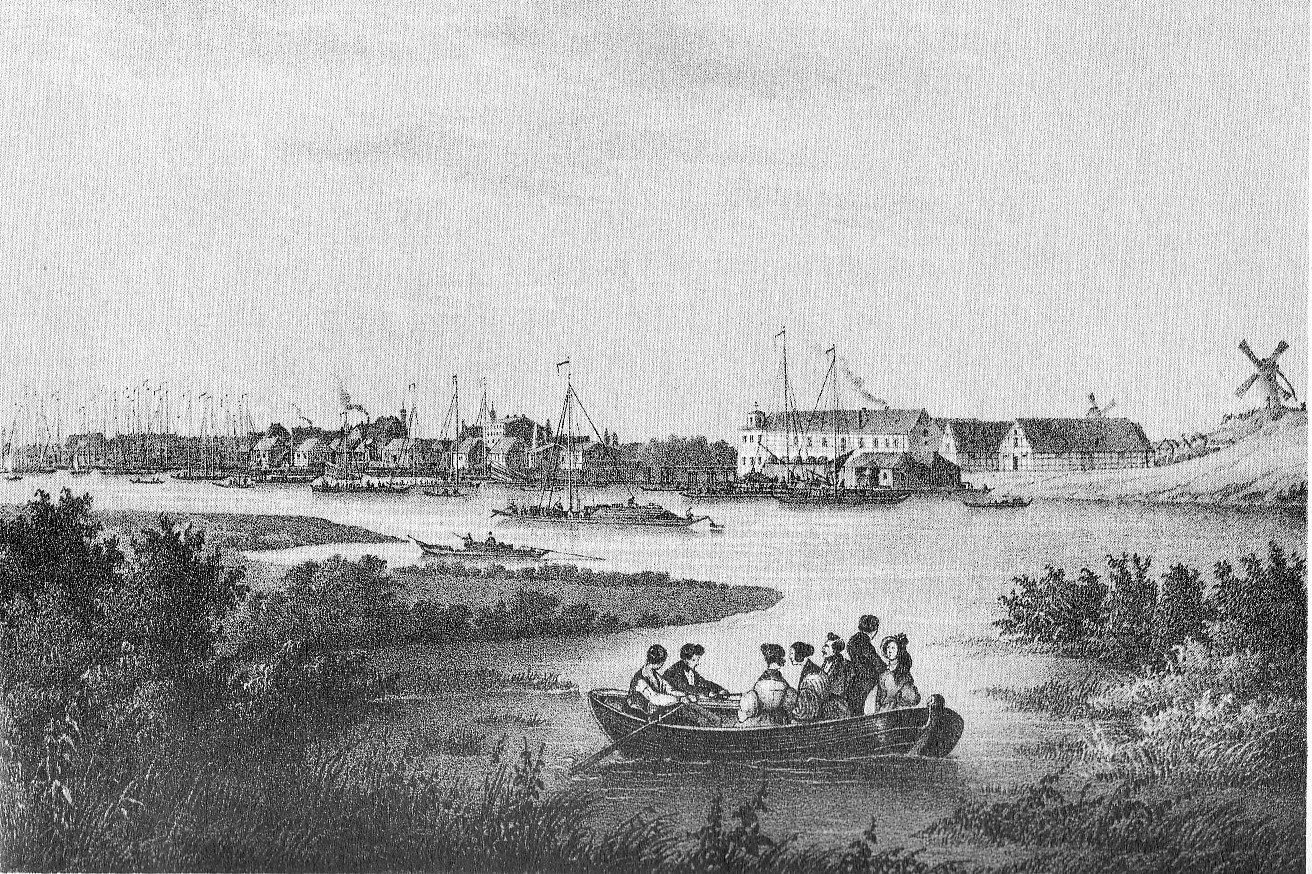
1850. Вид на історичне місто
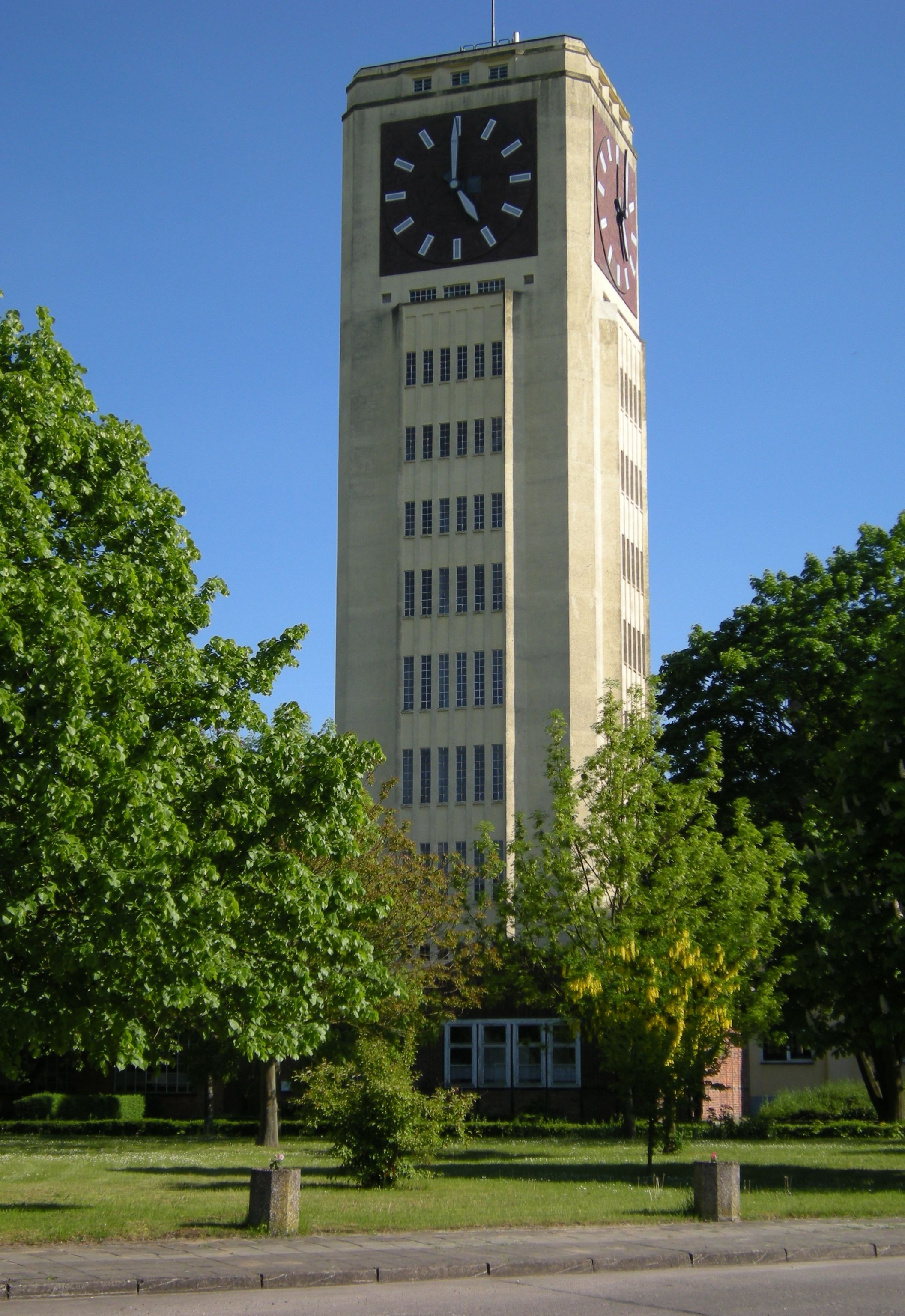
Вежа з годинником
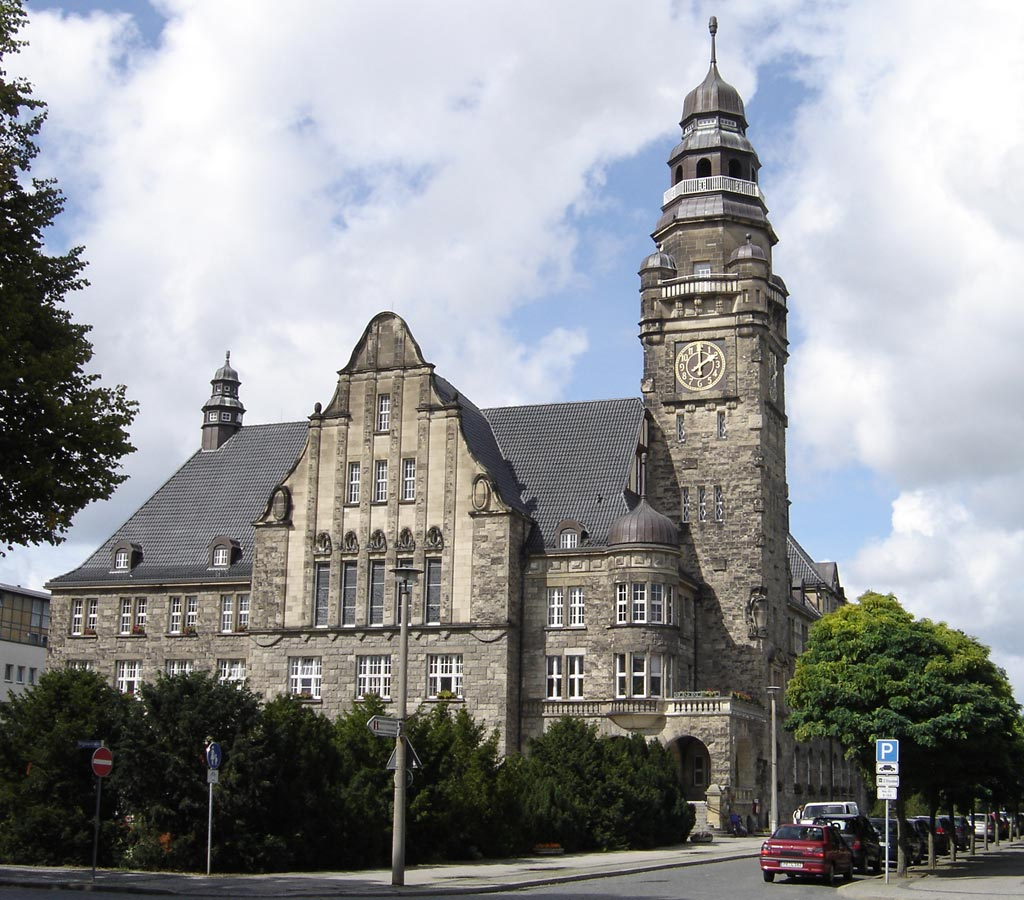
Ратуша Віттенберга
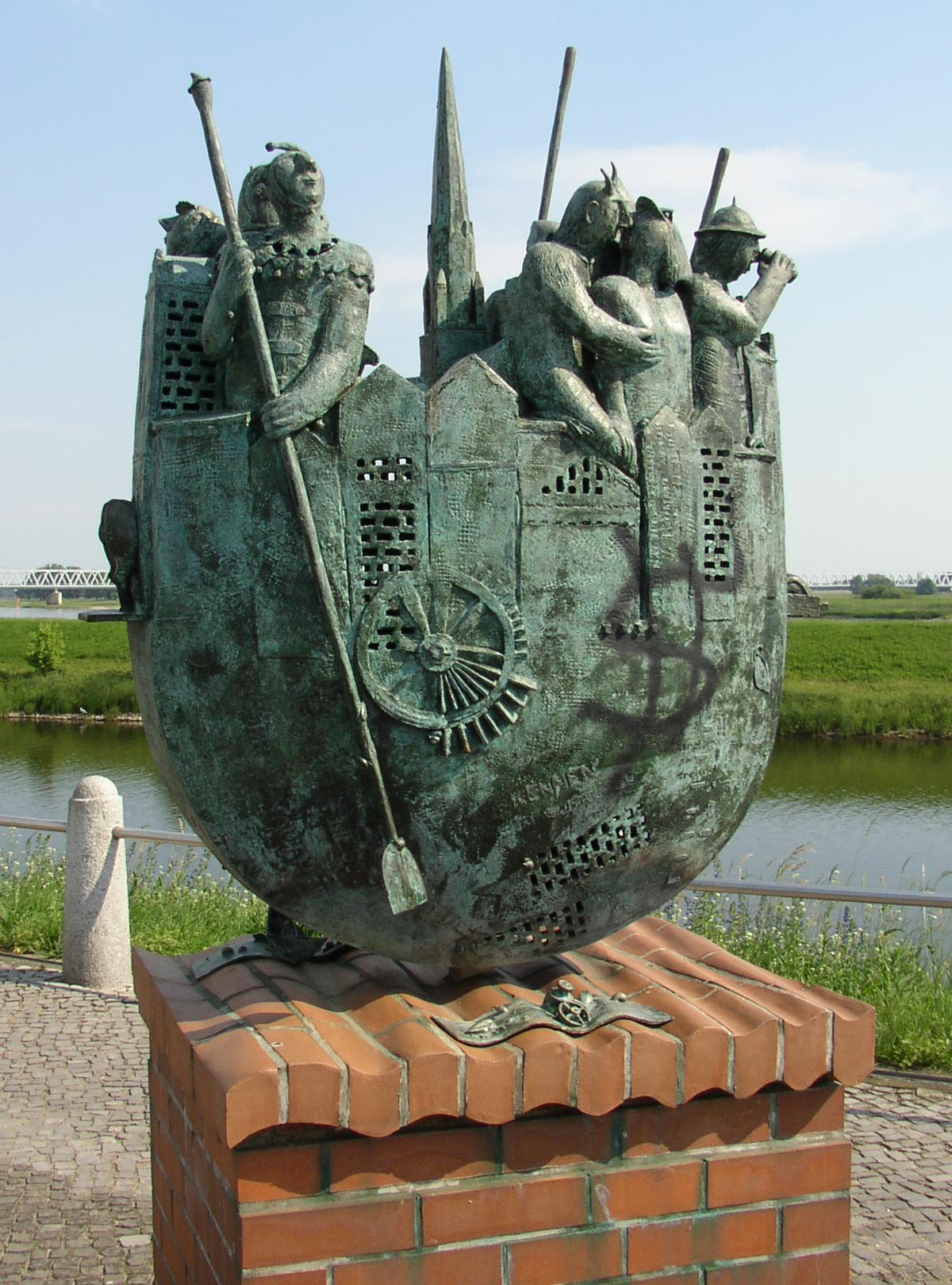
2001. «Корабель-гойдалка», Уліг